# Ultevis fjällurskog
Ultevis fjällurskog är ett naturreservat i Jokkmokks kommun i Norrbottens län.
Området är naturskyddat sedan 2000 och är 1 173 kvadratkilometer stort. Reservatet omfattar skog som omger lågfjällsmassivet Ultevis. Reservatet består av gamla tallar, grova gammelgranar och knotiga fjällbjörkar. 